# Богданово (Ленинградская область)
Богданово — деревня в Вознесенском городском поселении Подпорожского района Ленинградской области.

## История
Деревня административно относилась к Оштинской волости 3-го стана Лодейнопольского уезда Олонецкой губернии.

ЧУРСЕЛЬГА СИДОРОВСКАЯ (БОГДАНОВО) — деревня Вознесенского сельского общества вблизи реки Свири при ручьях, население крестьянское: домов — 14, семей — 20, мужчин — 47, женщин — 43, всего — 90; лошадей — 7, коров — 11, прочего — 15. (1905 год)

Деревня входила в куст из четырёх деревень под названием Ежесельга, который составляли деревни: Богданово, Погост, Пустошь и Шумилино.

Деревня Богданово на карте1932 года

Согласно карте Ленинградской области Северо-западного аэрогеодезического треста ГГУ издания 1932 года деревня Чурсельга-Сидоровская насчитывала 8 крестьянских дворов.
По данным 1933 года деревня Чурсельга-Сидоровская входила в состав Вознесенского сельсовета Вознесенского района.

Деревня Богданово на карте 1943 года

Согласно карте издания 1943 года деревня насчитывала 12 крестьянских дворов и входила с состав куста деревень под названием Еросельга. 
По данным 1966, 1973 и 1990 годов деревня называлась Богданово и входила в состав Шустручейского сельсовета.
В 1997 году в деревне Богданово Вознесенского поссовета проживали 4 человека, в 2002 году — 9 человек (все русские).
В 2007 году в деревне Богданово Вознесенского ГП не было постоянного населения.

## География
Деревня расположена в северо-восточной части района к западу от автодороги 41К-147 (Петрозаводск — Ошта).
Расстояние до административного центра поселения — 5 км.
Расстояние до ближайшей железнодорожной станции Подпорожье — 97 км.
Деревня находится близ истока реки Свирь и западного берега Онежского озера.

## Демография
| 1905 | 1997 | 2007 | 2010 | 2017 |
| ---- | ---- | ---- | ---- | ---- |
| 90   | ↘4   | ↘0   | →0   | ↗1   |

Согласно данным Всероссийской переписи населения 2021 года в деревне постоянного населения не было.

## Достопримечательности
- Каменная церковь Троицы Живоначальной 1845 года постройки.

## Улицы
Троицкая, Фермерская.